# Região de Desenvolvimento Integrado de Goiânia
A Região de Desenvolvimento Integrado de Goiânia  engloba os municípios de Aragoiânia, Bela Vista de Goiás, Bonfinópolis, Brazabrantes, Caldazinha, Caturaí, Goianápolis, Goianira, Guapó, Hidrolândia, Nova Veneza, Inhumas, Santo Antônio de Goiás, Senador Canedo, Terezópolis de Goiás e Trindade. É parte integrante da Região Metropolitana de Goiânia, composta ainda por outros quatro municípios, incluindo a capital, Goiânia.